# Howard Lindsay (friidrottare)
Howard Lindsay, född 14 augusti 1965, är en antiguansk och barbudansk friidrottare. Han deltog vid olympiska sommarspelen 1984, olympiska sommarspelen 1988 och olympiska sommarspelen 1996.